# God Only Knows (film)
God Only Knows is een Nederlandse film uit 2019 naar een scenario van Mijke de Jong, die de film ook regisseerde.

## Verhaal
Broer Thomas en zussen Hannah en Doris worstelen samen tegen Thomas' overspannenheid en depressie.

## Rolverdeling
| Acteur          | Personage  |
| --------------- | ---------- |
| Marcel Musters  | Thomas     |
| Monic Hendrickx | zus Hannah |
| Elsie de Brauw  | zus Doris  |

## Ontvangst
Alle drie de hoofdrolspelers werden genomineerd voor een Gouden Kalf voor beste acteur/actrice, een unicum. Musters verzilverde zijn nominatie daadwerkelijk.

## Trivia
- Musters kwam na de film zelf met een burn-out thuis te zitten. Hierdoor nam Hendrickx zijn Kalf voor hem in ontvangst.[2]